# Municipio de Center (condado de Pottawatomie)
El municipio de Center (en inglés: Center Township) es un municipio ubicado en el condado de Pottawatomie en el estado estadounidense de Kansas. En el año 2010 tenía una población de 105 habitantes y una densidad poblacional de 1,35 personas por km².

## Geografía
El municipio de Center se encuentra ubicado en las coordenadas 39°20′37″N 96°13′59″O / 39.34361, -96.23306. Según la Oficina del Censo de los Estados Unidos, el municipio tiene una superficie total de 77.67 km², de la cual 77,51 km² corresponden a tierra firme y (0,21 %) 0,16 km² es agua.

## Demografía
Según el censo de 2010, había 105 personas residiendo en el municipio de Center. La densidad de población era de 1,35 hab./km². De los 105 habitantes, el municipio de Center estaba compuesto por el 100 % blancos. Del total de la población el 0 % eran hispanos o latinos de cualquier raza.